# As Cento e Uma Noites
As Cento e Uma Noites (em árabe: Kitâb Fîhi Hadîth Mi'at Layla wa Layla) é uma obra da literatura árabe, constituída por um conjunto de quase vinte contos, que apresenta muitas semelhanças com a mais célebre As Mil e uma Noites.

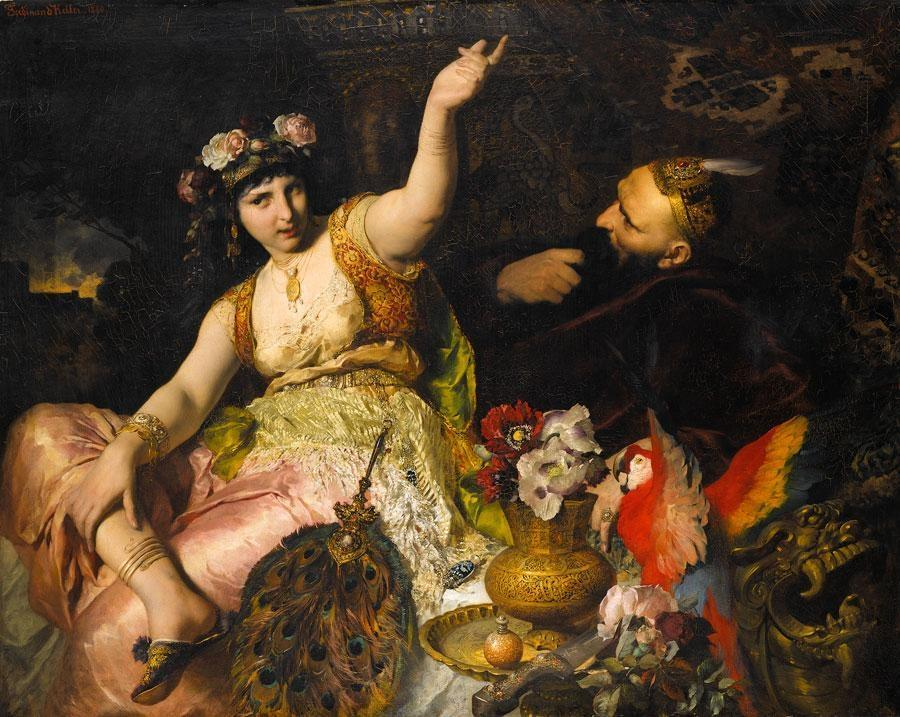
Xerazade e o sultão, por Ferdinand Keller, 1880

A origem da obra é um mistério. Embora alguns considerem a possibilidade de que os contos tenham origem na Pérsia ou na Índia, eles provêm de manuscritos magrebinos (do noroeste de África) os quais, segundo outros autores tiveram origem no al-Andalus (Península Ibérica muçulmana). A obra surgiu no Ocidente em 1911, quando o arabista francês Maurice Gaudefroy-Demombynes (1862–1957) publicou a tradução em francês de quatro manuscritos magrebinos. Em 2010, a orientalista alemã Claudia Ott descobriu o manuscrito mais antigo conhecido, datado de 1234 ou 1235, mas que só contém as primeiras 85 noites.
“As Cento e Uma Noites compartilham temas e elementos narrativos com lendas do folclore europeu, bem como lendas indianas medievais [...]. Mas ao mesmo tempo estão enraizadas na tradição islâmica, com referências, poesias e temas comuns a esse universo. Abrangem, portanto, o global e o regional de formas que grande parte da literatura árabe 'clássica' canônica não abrange.”

## Comparação comAs Mil e Uma Noites
A temática e estrutura narrativa são muito semelhantes às de As Mil e uma Noites –  tendo como pano de fundo o imenso mundo muçulmano, as histórias falam de viajantes audaciosos e de aventuras épicas e amorosas, são carregadas de enigmas, desejo e de maravilhas, que encantam o leitor. Mas os contos de As Cento e Uma Noites são bem menos extensos, com menos desdobramentos, poucas recorrendo ao recurso da história dentro de uma história, chegando rápido demais ao final.
Tanto As Mil e Uma Noites como As Cento e Uma Noites são enquadradas por uma narrativas moldura em que a personagem  Xerazade (Shahrazád na transliteração de Jarouche) conta histórias a fim de entreter o rei misógino e assim escapar à morte. À exceção do contos História do Cavalo de Ébano e de História dos Sete Vizires.  também presentes em As Mil e uma Noites, as histórias são diferentes nas duas obras. Contudo, o espírito de ambas as obras é o mesmo e os estudiosos consideram que a leitura de cada uma delas complementa a outra e permite apreciar de forma mais completa a literatura árabe popular medieval. Segundo Claudia Ott, enquanto que As Mil e uma Noites falam do mundo árabe oriental, As Cento e Uma Noites têm lugar na parte ocidental do mundo árabe.

## Edições impressas
Existem cinco edições impressas da obra em árabe e mais quatro idiomas:
1. Edição francesa de 1911 (Les Cent et une nuits) traduzida por Maurice Gaudefroy-Demombynes.

2. Edição árabe de 1979 (Mi'a Layla wa Layla) traduzida pelo arabista tunisiano Mahmud Tarshuna.

3. Edição brasileira (Cento e uma noites) traduzida por Mamede Mustafa Jarouche. A primeira edição, de 2001, pela Hedra, contém alguns erros tipográficos. Segunda edição, de 2005, pela Martins Fontes, e terceira edição, por essa mesma editora, de 2020.

4. Edição japonesa (Hyakuichiya monogatari: Mohitotsu no Arabian Naito) de 2011 traduzida por Akiro Sumi.

5.' Edição alemã (101 Nacht) de 2022 traduzida por Claudia Ott.

## Histórias deAs Cento e Uma Noites
A tradução de As Cento e Uma Noites por Mamede Mustafa Jarouche, que usa como base a edição crítica estabelecida por Mahmoud Tarchouna (Túnis/Argel, Addár Al'Arabiyya Lilkitáb, 1979), inclui estas histórias: 
1) História das 101 noites. Nesta narrativa moldura, que guarda algumas semelhanças com a de As Mil e Uma Noites, mas também tem muitas diferenças, um rei, ao indagar (como a madrasta rainha de “Branca de Neve”) se existe no mundo alguém mais bonito do que ele, fica sabendo que existe, sim, e manda convocá-lo à sua corte. Este jovem por acaso descobre que a mulher do rei o está traindo. Com isso, assim como na história de As Mil e Uma Noites, o rei passa a abominar as mulheres, matando-as após passar as noites com elas. Até que depara com a filha do vizir, que passa a desfiar um rosário de histórias fascinantes, fazendo com que o rei, curioso em saber a continuação de cada uma delas, desista de matá-la.
2) História do jovem mercador Muhammad Ibn 'Abdalláh de Cairuan. Esta história consiste de duas narrativas separadas e distintas, a primeira envolvendo o estratagema de um mercador, e a segunda, uma aventura mirabolante envolvendo uma moça-gênio. Ocorre aqui o tema recorrente nas lendas orientais (por exemplo, em O Carregador e as Três Jovens de Bagdá em As Mil e Uma Noites) do “quarto proibido”, com perigos inesperados.
3) História de Astro de Luz, filho do Preparador do Reino. O rei Mudâbbir al-Mulk (Preparador do Reino) casa seu filho Nijm al-Dayá (Astro de Luz) com a princesa Náyrat al-Ixráq. Mas um dia a princesa desaparece e suas vinte servas são encontradas degoladas. O jovem parte mundo afora em busca da esposa perdida, no que constitui um tema recorrente da literatura popular árabe. Consegue resgatá-la de um gênio feiticeiro.
4) História da Ilha de Cânfora. História de uma navegação em busca de um tesouro, plena de peripécias, por exemplo, os heróis enfrentam um autômato brandindo uma espada.
5) História de Záfir Ibn Láhiq. Um filho de um rei com uma concubina, perseguido por esta, foge de casa e passa a “perambular às cegas pelos desertos”, vindo a enfrentar uma série de mulheres valentes, disfarçadas de cavaleiros invencíveis.
6) História do vizir e seu filho. Quando o califa Harune Arraxide (Harun-al-Rashid) liquidou os barmécidas, um velho do clã fugiu com seu filho. Os dois passam por aventuras marítimas, no estilo das de Simbad, o marujo.
7) História de Suleimán, filho de 'Abd al-Mâlik. Ao ver “dois corvos que, brigando, caíram no centro do pátio, e seu sangue escorreu na brancura do mármore”, o protagonista Suleimán deseja conhecer uma donzela “cujo corpo tenha a brancura deste mármore, os cabelos, a negrura desses corvos e as faces, a vermelhidão desse sangue sobre o mármore”, características estas compartilhadas pela personagem dos contos de fadas Branca de Neve. Ele parte então em busca dessa amada ideal.
8) História de Mâslama, filho de 'Abd al-Mâlik, filho de Maruán. Numa cena de violência religiosa comum na época, Mâslama e seus companheiros atacam um mosteiro cristão, matam os monges e se apropriam das vinte donzelas que lá habitam.
9) História de Maravilha de Beleza com o jovem egípcio. Esta é uma versão simplificada da “História de Nima e Num”, uma sub-história de “O Rei Qamaruzzaman e Seus Filhos Amjad e Asad" de As Mil e Uma Noites. Em ambas as histórias, um apaixonado entra furtivamente, com a conivência de pessoas lá de dentro, no palácio do califa, para se juntar a uma mulher amada, que foi parar lá.
10) História do jovem egípcio e sua esposa. Esta história guarda certa semelhança com “As Três Maçãs" de As Mil e Uma Noites.
11) História do rei e seus três filhos. Um rei parte em viagem para pedir a mão de três princesas para seus três filhos, mas no caminho é morto por um leão. Os filhos vão à sua procura.
12) História do jovem das pulseiras. Um jovem, descendente de mercadores, dilapida a fortuna herdada pelo pai. Com seu último dinar, compra uma adaga que, segundo o leiloeiro, o deixaria rico naquela noite. 
De noite, penetra no palácio do califa e lá salva uma jovem de ser morta por um escravo que quer violentá-la. Em recompensa, recebe mil dinares.
13) História dos quatro amigos. Quatro amigos, um ladrão, um rastreador, um marceneiro e um arqueiro, viajam para Bagdá e lá disputam uma jovem, exibindo suas habilidades.
14) História dos sete vizires. Esta história tem em comum com a narrativa-moldura, bem como com “O rei Baht Zad e seus dez vizires” e "O rei Sah Baht e o seu vizir Rahwan", o fato de histórias serem narradas no intuito de salvar uma vida. Nesta história, uma concubina acusa (falsamente) o filho do rei de tentar seduzi-la, fazendo com que seja condenado à morte. Para salvar o rapaz, os sete vizires se revezam contando histórias dentro da história, enquanto a concubina, para incriminá-lo, também conta histórias, totalizando vinte historietas.
15) História do rei e da serpente. O potro de um rei se rebela e foge, levando consigo vacas, ovelhas e camelos. Vai parar na “montanha da serpente”, em pleno deserto. O rei parte em seu encalço e, ameaçado pelo potro endiabrado, é salvo por uma serpente. Mas o ingrato trai a serpente, entregando-a a uns caçadores. Com um sopro, a serpente enegrece o rosto do rei, e seus filhos saem mundo afora em busca de um remédio. Ocorre então um tema comum na literatura popular: o irmão que trai o outro.
16) História do cavalo de ébano. Esta história também figura em As Mil e Uma Noites.
17) História do rei e da gazela. Um rei e sua comitiva, ao saírem um dia para caçar, deparam com uma gazela de indizível beleza. Ao seguirem o animal no afã de capturá-lo, vão parar em um castelo onde um jovem revela que a gazela é sua esposa, e conta sua história (uma espécie de "história dentro da história").
18) História do vizir Ibn Abi al-Qâmar com o califa 'Abd al-Mâlik, filho de Maruán. Um vizir, vítima de uma calúnia, sai do país e passa a "zanzar ao léu".
ANEXO) História de Mukábid al-Dahr, sua filha 'Izz al-Qusúr e Waddáh al-Yâman